# خرم أباد (تشناران)
خرم أباد (بالفارسية: خرم آباد) هي قرية تقع في قسم تشناران الريفي (مقاطعة تشناران) في إيران. يقدر عدد سكانها بـ 570 نسمة بحسب إحصاء 2016.